# 1485 Isa
Az 1485 Isa (ideiglenes jelöléssel 1938 OB) a Naprendszer kisbolygóövében található aszteroida. Karl Wilhelm Reinmuth fedezte fel 1938. július 28-án, Heidelbergben.